# Jiupu (Xu Ju)
Das Buch Jiupu (chinesisch 酒谱, Pinyin Jiǔpǔ – „Alkoholika-Handbuch“) wurde alten Büchern zufolge von Xu Ju (徐炬) aus Lin’an (临安) verfasst. Das Werk umfasst 1 Heft (juan).
Nach textkritischen Forschungen von Gelehrten aus der Zeit der Qing-Dynastie ist es ein Werk aus der Zeit der Ming-Dynastie. Im selbstverfassten Vorwort des Buches wird erwähnt, dass das Buch aus dreizehn Familienbriefen von Prinz Jin (wang Jin 王{王进}) von Ruyang (汝阳) aus der Zeit der Tang-Dynastie zusammengesetzt sei. Die enthaltenen Zitate sind meist unzuverlässig und enthalten Irrtümer. Im Siku quanshu zongmu (四库全书总目) wird der Verfasser als eine ignorante und inkompetente Person beschrieben.
Es ist in der Büchersammlung Shanju zazhi (山居杂志) enthalten.